# Моррісвілл (Вермонт)
Моррісвілл (англ. Morrisville) — селище (англ. village) в США, в окрузі Ламойлл штату Вермонт. Населення — 2086 осіб (2020).

## Географія
Моррісвілл розташований за координатами 44°33′26″ пн. ш. 72°35′24″ зх. д. / 44.55722° пн. ш. 72.59000° зх. д. (44.557244, -72.589922).  За даними Бюро перепису населення США в 2010 році селище мало площу 4,99 км², з яких 4,81 км² — суходіл та 0,18 км² — водойми. В 2017 році площа становила 5,24 км², з яких 5,06 км² — суходіл та 0,18 км² — водойми.

## Демографія
Згідно з переписом 2010 року, у селищі мешкало 1958 осіб у 878 домогосподарствах у складі 449 родин. Густота населення становила 393 особи/км².  Було 973 помешкання (195/км²).
Расовий склад населення:
| - 96,2 % — білих - 0,9 % — азіатів - 0,7 % — чорних або афроамериканців - 0,4 % — корінних американців |

До двох чи більше рас належало 1,4 %. Частка іспаномовних становила 2,0 % від усіх жителів.
За віковим діапазоном населення розподілялося таким чином: 20,0 % — особи молодші 18 років, 58,3 % — особи у віці 18—64 років, 21,7 % — особи у віці 65 років та старші. Медіана віку мешканця становила 42,9 року. На 100 осіб жіночої статі у селищі припадало 83,8 чоловіків;  на 100 жінок у віці від 18 років та старших — 79,0 чоловіків також старших 18 років.
Середній дохід на одне домашнє господарство  становив 53 466 доларів США (медіана — 38 684), а середній дохід на одну сім'ю — 62 394 долари (медіана — 55 560). Медіана доходів становила 36 691 долар для чоловіків та 39 250 доларів для жінок. За межею бідності перебувало 18,0 % осіб, у тому числі 31,8 % дітей у віці до 18 років та 15,2 % осіб у віці 65 років та старших.
Цивільне працевлаштоване населення становило 1156 осіб. Основні галузі зайнятості: мистецтво, розваги та відпочинок — 20,2 %, освіта, охорона здоров'я та соціальна допомога — 19,7 %, роздрібна торгівля — 15,0 %, виробництво — 11,3 %.